# سيمون غريتر
سيمون غريتر (بالألمانية: Simon Grether) (مواليد 20 مايو 1992) هو لاعب كرة قدم سويسري ، يجيد اللعب في مركز الظهير الأيمن ، ويلعب أيضًا كجناح أيمن ولاعب وسط ، ويلعب حاليًا لنادي لوتسيرن السويسري.

## روابط خارجية
- سيمون غريتير على موقع قاعدة بيانات كرة القدم.إي يو (الإنجليزية)
- سيمون غريتير على موقع Soccerway.com (الإنجليزية)
- سيمون غريتير على موقع عالم كرة القدم.نت (الإنجليزية)

- Simon Grether